# INFINITY 〜1000年の夢〜
「INFINITY 〜1000年の夢〜」（インフィニティー せんねんのゆめ）は、『Animelo Summer Live 2012 -INFINITY-』のテーマソングが収録されたシングル。2012年7月18日にBinaryMixx Recordsから発売された。

## 概要
前作「evolution 〜for beloved one〜』から約1年ぶりのリリース。表題曲「INFINITY 〜1000年の夢〜」は、『Animelo Summer Live 2012 -INFINITY-』のテーマソングとして使用されている。
表題曲にはPVが製作されており、既存曲と同様にレコーディング風景を使用した映像になっている。また、同PV、メイキング映像が収録されているDVDが同梱されている。
Animelo Summer Liveのテーマ曲のCDシングル化はこの曲をもって2016年「PASSION RIDERS」まで一時途絶えることとなり、2013年以降のテーマ曲は主にアニメロミックス等でダウンロード販売される他、ライブ公式パンフレット付属の特典ディスクに収録される。

## 収録曲
（作詞：影山ヒロノブ・奥井雅美 作曲：織田哲郎、編曲：鈴木Daichi秀行）
1. INFINITY 〜1000年の夢〜 [5:11]
歌：AKINO from bless4、川田まみ、KISHOW(GRANRODEO)、喜多村英梨、栗林みな実、田村ゆかり、茅原実里、May'n
  - 『Animelo Summer Live 2012 -INFINITY-』テーマソング
2. INFINITY 〜1000年の夢〜（Instrumental） [5:07]

## DVD
1. INFINITY 〜1000年の夢〜 Music Clip
2. Making of 「INFINITY 〜1000年の夢〜」